# Robin Wood

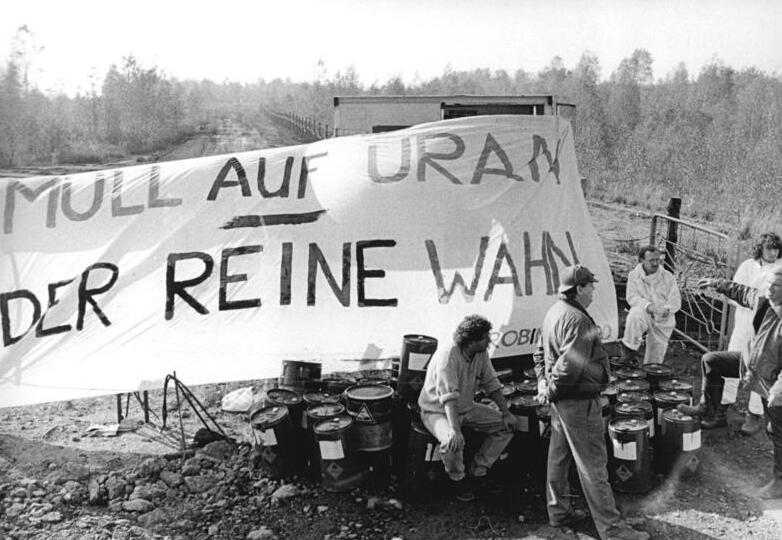
Blockade der Mülldeponie Lichtenberg auf dem ehemaligen Uranabbaugebiet der Wismut AG, 1990

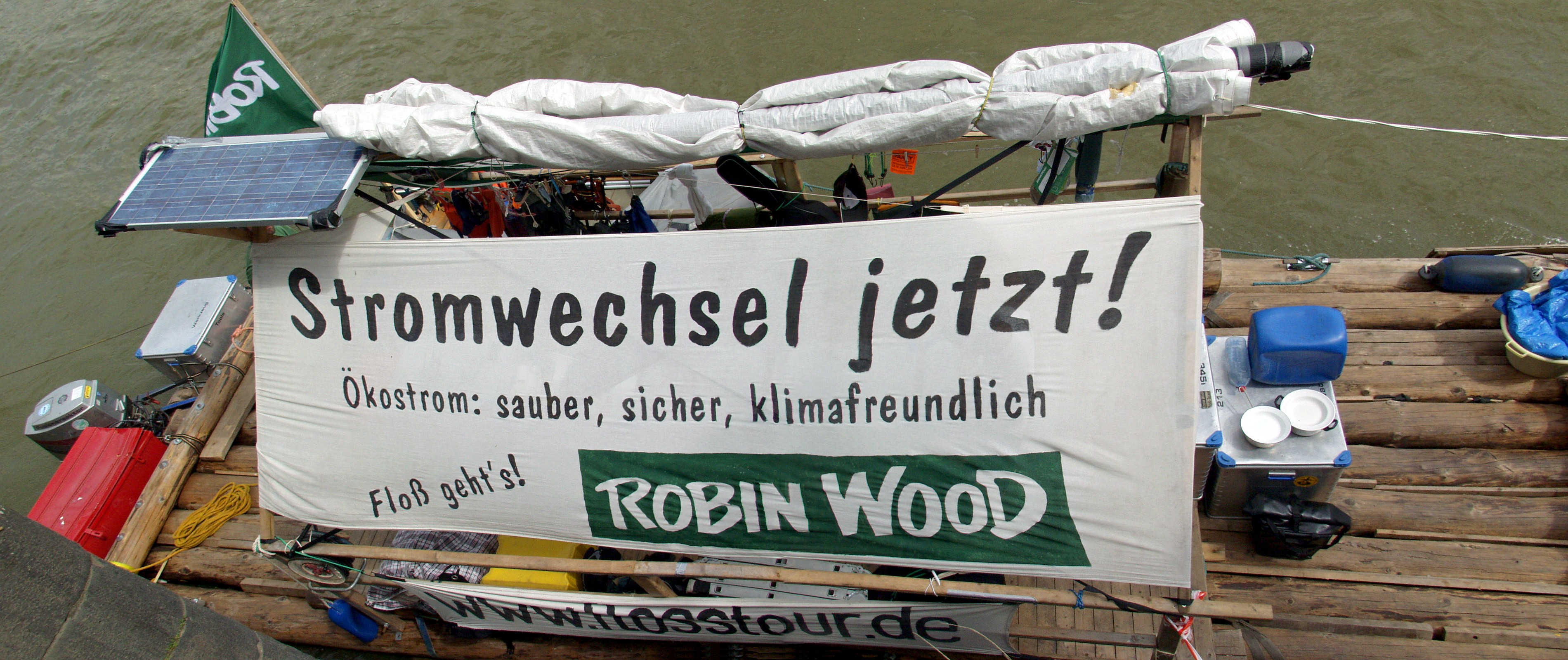
Floß von Robin Wood vor Anker auf dem Rhein in Köln während ihrer Kampagne „Stromwechsel jetzt! Floß geht’s!“, 2007

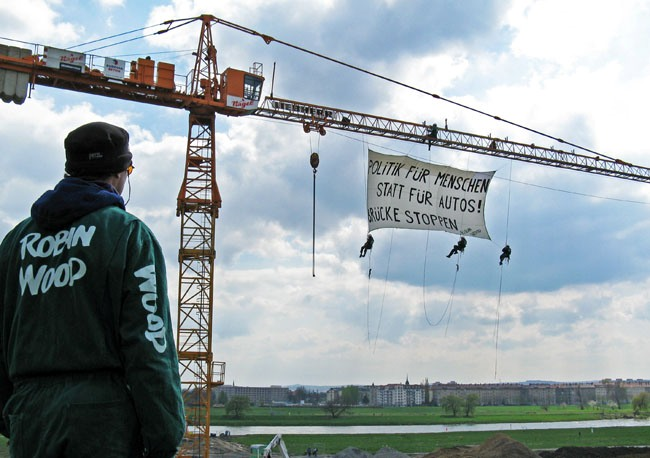
Kranbesetzung gegen die Waldschlösschenbrücke in Dresden

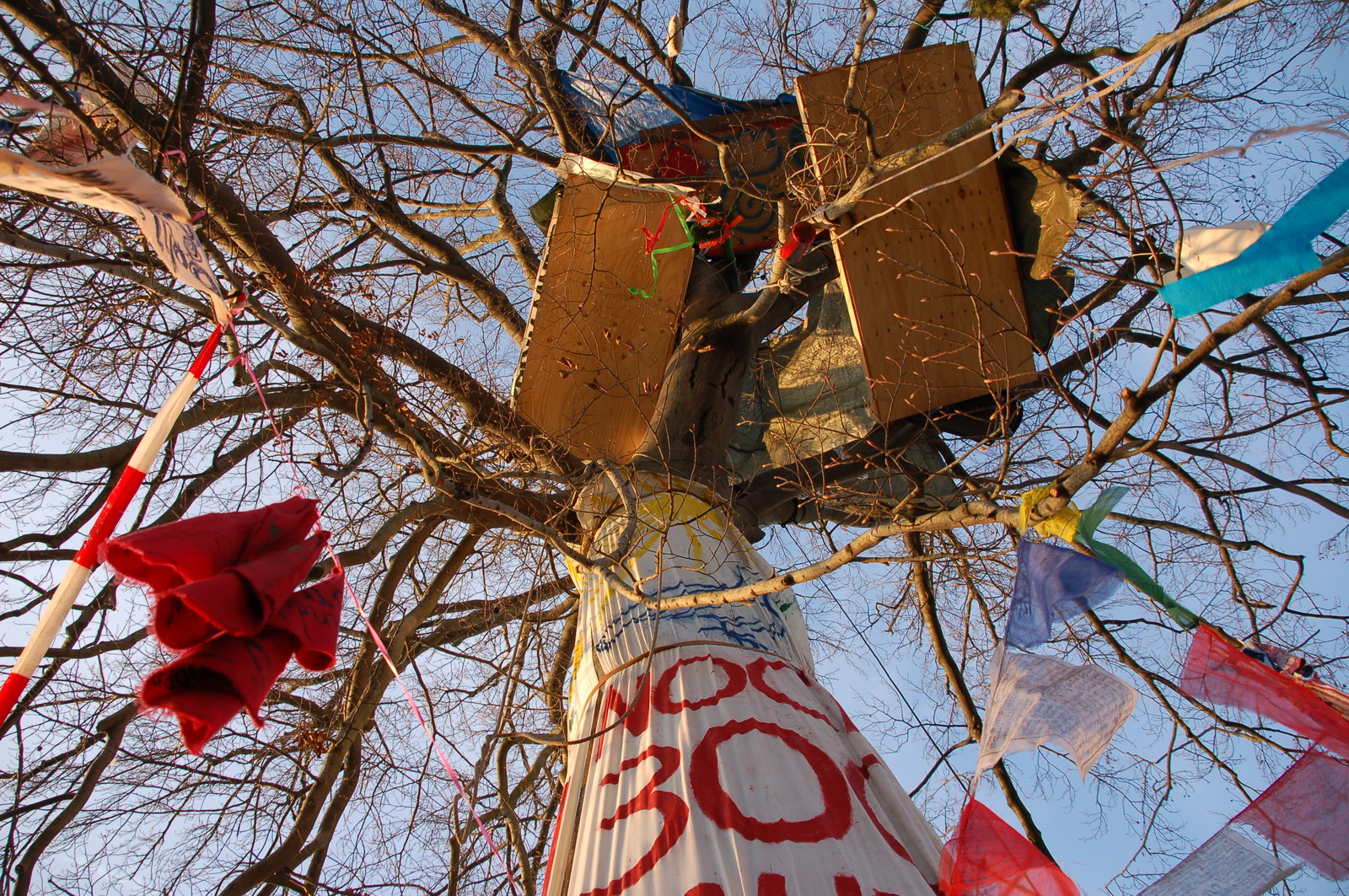
Baumbesetzung gegen die Waldschlösschenbrücke in Dresden

Robin Wood – Gewaltfreie Aktionsgemeinschaft für Natur und Umwelt e. V. ist eine deutsche Umwelt- und Naturschutzorganisation.

## Geschichte
Die Organisation wurde am 12. November 1982 von einem Dutzend Umweltaktivisten in Bremen gegründet: Die ehemaligen Greenpeace-Mitglieder wollten nicht länger vorgeplante Aktionen umsetzen, sondern selbst eigene starten. Der Name ist angelehnt an die Figur des Robin Hood: Statt wie Robin Hood als „Rächer der Enterbten“ bezeichnete sich Robin Wood als „Rächer der Entlaubten“. Um sich verstärkt den Themen Waldsterben und saurer Regen widmen zu können, verließen sie damals Greenpeace. Mit der Zeit kamen weitere Themen hinzu, so dass sich Robin Wood heute thematisch in die vier Fachreferate Wald, Tropenwälder, Energie und Verkehr gliedert. Robin Wood versteht sich als basisdemokratische, gewaltfreie Aktionsgemeinschaft.
Zwei Aktivisten der Umweltorganisation wurden am 21. November 2010 wegen ihrer Gleisblockade zur Zahlung von insgesamt 8.450 Euro aufgefordert. Gegen die beiden Atomkraftgegner hat die Staatsanwaltschaft Stralsund ein Ermittlungsverfahren wegen gefährlichen Eingriffs in den öffentlichen Bahnverkehr eingeleitet. Da eine Rechtsgrundlage für die Erhebung der Kosten fehle, hob das Verwaltungsgericht Schleswig die entsprechenden Gebührenbescheide der Bundespolizeidirektion Bad Bramstedt am 17. Dezember 2013 auf.

## Organisation
Der Verein ist als gemeinnützig anerkannt und finanziert sich größtenteils durch Spenden und Mitgliedsbeiträge. Er hat in Deutschland etwa 1.400 stimmberechtigte Mitglieder und etwa 3.500 Fördermitglieder. Derzeit gibt es Regionalgruppen von unterschiedlicher Größe und Aktivität in etwa zehn Städten und Regionen. Insgesamt arbeiten zwölf Festangestellte in der Bundesgeschäftsstelle, der Magazin-Redaktion und der Pressestelle einschließlich der Fachreferate, die seit 14. März 2016 in einem gemeinsamen Büro in Hamburg-Harburg untergebracht sind.
Robin Wood finanzierte sich 2018 zu etwa 80 % aus Spendenbeiträgen und nur zu 6 % aus Mitgliederbeiträgen; die Gesamteinnahmen betrugen etwa 920.000 Euro. Bei den Ausgaben dominieren die Kosten für Presse- und Öffentlichkeitsarbeit (27,7 %), Aktionen (13,6 %) und Kampagnen und Facharbeit (22,7 %).
Von den stimmberechtigten Mitgliedern nehmen die der Regionalgruppen sowie die Angestellten ihr satzungsmäßiges Recht wahr, Vertreter für die Delegiertenversammlung zu wählen. Mehrmals im Jahr versammeln sich diese gewählten Delegierten, um über Politik und Aktivitäten des Vereins zu entscheiden – hierbei wird das Konsensprinzip angestrebt.
Robin Wood ist Mitglied im Deutschen Naturschutzring.

## Aktionen und Kampagnen
Im Fokus der Vereinsarbeit stehen Maßnahmen zur Verbesserung der bemängelten Zustände in der Natur durch bestimmte Formen der Öffentlichkeitsarbeit. Robin Wood versucht, durch gewaltfreie Aktionen die ihrer Meinung nach drängendsten ökologischen Probleme in das Bewusstsein der Menschen zu bringen.
Zu diesen Aktionen zählen Proteste wie die Erkletterung oder Besetzung von Gebäuden und das Enthüllen von Transparenten, aber auch die Umweltbildung bei öffentlichen Veranstaltungen oder in Schulen. Darüber hinaus werden Recherchen und Publikationen veröffentlicht und vierteljährlich das ROBIN-WOOD-Magazin herausgegeben. Auf einem selbst gebauten Floß, das in den letzten Jahren in Deutschland unterwegs war, werden aktuelle Themen präsentiert. Auch 2021 fand eine Floßtour von Berlin bis Hamburg unter dem Motto Mit Rückenwind für eine echte Energiewende statt.
Die Aktionen, Informationsstände, Vorträge und Veröffentlichungen werden teilweise von ehrenamtlichen Aktiven getragen. Die inhaltliche Hintergrundarbeit dazu liefern die Fachgruppen mit Unterstützung von Fachreferenten.
Kampagnen widmeten sich den Hintergründen der Papierproduktion oder der Verwendung von Tropenholz in Papierprodukten oder Alltagsgegenständen oder der Zerstörung von Tropenwald für Ölpalmenmonokulturen. Der Verein klärt über bestehende Gütesiegel wie das Forest Stewardship Council auf und fördert den Gebrauch von Recyclingpapier insbesondere an Schulen. 2009 beendete Robin Wood seine Mitgliedschaft beim FSC-International aus Protest und beschränkte sich auf die Mitarbeit und Mitgliedschaft in der FSC-Arbeitsgruppe Deutschland. Außerdem betrieb der Verein eine Kampagne gegen Wegwerfbecher unter dem Motto „Rächer der Becher – Waldschutz statt Wegwerfbecher“. Auch Proteste gegen die Kohleverstromung waren ein Thema, das mit Aktionen begleitet wird. Weitere Themen sind Urantransporte durch Deutschland und Fracking.
Robin Wood sprach sich gegen die Privatisierung der Deutschen Bahn AG und die umfassende Subventionierung des Flugverkehrs aus. Außerdem fordern sie konsequente Maßnahmen gegen die Feinstaubbelastung.